# Speyeria fieldi
Speyeria fieldi är en fjärilsart som beskrevs av Dos Passos och William Grey 1947. Speyeria fieldi ingår i släktet Speyeria och familjen praktfjärilar. Inga underarter finns listade i Catalogue of Life.